# نوازنده چند ساز

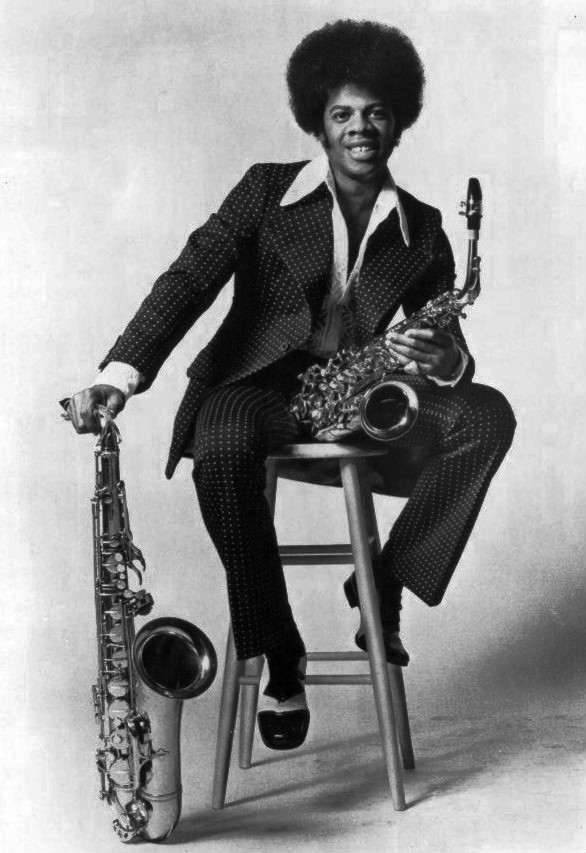

نوازندۀ چند ساز (به انگلیسی: Multi Instrumentalist) به شخصی گفته می‌شود که قابلیت نواختن حداقل ۲ یا بیشتر آلات موسیقی را به صورت حرفه‌ای دارا باشد. 
| - Jan Akkerman - دیمن آلبارن - Turgun Alimatov - آندره ۳۰۰۰ - گابریل آپلین - Bret Autrey - ایان اندرسون - جان اندرسون - لوری اندرسون - Michael Angelakos - Joan Armatrading - بیلی جو آرمسترانگ - Pedro Aznar - چت بیکر - تونی بنکس - بک هانسن - Joe Becker - David Bedford - متیو بلامی - گای بریمن - نونو بتنکورت - اندرو برد - بیورک - Brant Bjork - جک بلک - Tim Blake - Jamey Blaze - Graham Bond - Catfish the Bottleman - دیوید بویی - جان براین - دیوید برن - میشل برنچ - Mike Brown - لیندسی باکینگهام - جانی باکلند - جف باکلی - کیت بوش - Win Butler - جان کیل - Anna Calvi - Giulio Carmassi - Chris Carmichael - نیک کیو - Gustavo Cerati - ویل چمپیون - تریسی چپمن - ری چارلز - Regine Chassagne - روی کلارک - Les Claypool - فیل کالینز - نورمن کوک - Tré Cool - استوارت کاپلند - کریس کرنل - دارن کریس - Jamie Cullum - توتو کوتونیو - راجر دالتری - D'Angelo - جاناتان دیویس - Iva Davies - Ray Davies - جان دیکن - جانی دپ - دایدو - Mike Dirnt - Dave Dobbyn - توماس دولبی - اریک دالفی - Troy Donockley - نیک دریک - The Edge - Carwyn Ellis - Gethin Davies - برایان اینو - Jeremy Enigk - John Entwistle - سالی ارنا - Terry Edwards - انیا - فایست - مینارد فرگوسن |  | - برایان فری - Neil Finn - Tim Finn - Brent Fitz - فلی - John Fogerty - Ben Folds - Tomas Forsberg - Ferenc Fricsay - جان فروشانته - پیتر گابریل - Benny Gallagher - Julian Gallagher - نوئل گلگر - روری گلگر - جری گارسیا - سینیستر گیتس - ران گیزین - لوول جورج - Houman Ghanei - موریس گیب - Rhiannon Giddens - Daniel Gildenlöw - دیوید گیلمور - الکساندر گرادسکی - Ric Grech - Gary Green - پیتر گرین - جانی گرینوود - دیو گرول - هربی هنکاک - جرج هریسون - دبی هری - پی‌جی هاروی - تیلور هاوکینز - Solveig Heilo - لیون هلم - Ken Hensley - مارکو هیتالا - لارین هیل - بی. ای. پی - راجر هاجسون - Steve Hogarth - جاش هامی - توماس هالوپاینن - گارت هادسون - Martin Irigoyen - میک جگر - Alex James - کیت جرت - Miles Jaye - Daniel Johns - زلکو جوکسموویچ - نیک جوناس - برایان جونز - جان پل جونز - نورا جونز - Chris Joss - تایلر جوزف - تیناشی - Lucy Kaplansky - Mick Karn - Terry Kath - بن کنی - Doug Kershaw - آلیشا کیز - بت فور لشز - Rahsaan Roland Kirk - Myleene Klass - Klayton - Josh Klinghoffer - لنی کراویتز - فلا کوتی - Denny Laine - Brian Landrus - Thomas Lang - سیندی لاپر - یوسف لطیف - سایمون لبون - گدی لی - تامی لی - Thijs van Leer - جان لنون - آنی لنکس - آدام لوین |  | - الکس لایفسن - Espen Lind - Rick van der Linden - دیوید لیندلی - نیلز لوفگرن - لیزا لوپس - Fay Lovsky - آرین آنتونی لوکاسن - جان لایدن - Graham Lyle - جف لین - Madlib - مدونا - Sananda Maitreya - دارون ملکیان - کریس مارتین - ریچارد مارکس - دیو میسون - برایان می - جان مایر - Paul McCandless - پل مک‌کارتنی - Ian McDonald - داف مک‌کگن - جرج مایکل - مایک میل - Kerry Minnear - Michael Monroe - G.T. Moore - آلانیس موریست - وان موریسون - Neal Morse - مارکوس مامفرد - James Murphy - Gylve Nagell - Bill Nelson - آنتوان نیوکمب - Nobunny - کریست ناواسلیک - Gary Numan - Erkan Oğur - شاوو اودادجیان - مایک اولدفیلد - Atilla Özdemiroğlu - اون پلت - چارلی پارکر - کوین پارکر - Richard Reed Parry - دالی پارتن - Hermeto Pascoal - مایک پاتن - کیتی پری - Egon Petri - تام پتی - لیز فیر - پینک - Pekka Pohjola - P-Orridge - مایک پورتنوی - Chris Potter - کت پاور - بیلی پرستون - پرینس - ترور رابین - ای. آر. رحمان - Josh Ramsay - Marco Restrepo - د ریو - James Reyne - ترنت رزنر - Emitt Rhodes - دیمین رایس - تیم رایس-آکسلی - کیت ریچاردز - Dave Van Ronk - Hans Rosbaud - تاد راندگرن - Patrice Rushen - مایک رادرفورد - رزا - Raghav Sachar - Mark Salling - Pat Sansone - تام شولتز - ام. شدوز |  | - شکیرا - Matt Sharp - مایک شینودا - بیلی شروود - Derek Shulman - Ray Shulman - Phil Shulman - Sie7e - پل سایمون - سوزی سو - گریس اسلیک - الیوت اسمیت - رجینا اسپکتور - Luis Alberto Spinetta - بروس اسپرینگستین - کت استیونز - سوفیان استیونز - استیون استیلز - استینگ - Alan Stivell - پاتریک استامپ - جیم استرجس - Andy Summers - دن سوانو - تیلور سوئیفت - سرژ تانکیان - جیمز تیلور - راجر تیلور - رایان تدر - Chris Thile - Brian Tichy - بی‌تی - دوین تاونسند - پیت تاونزند - Pete Trewavas - استیون تایلر - کی‌تی تانستال - کری آندروود - Ian Underwood - Ruth Underwood - برندن یوری - ویله والو - Troy Van Leeuwen - ونگلیس - Andrew VanWyngarden - اونجد سون‌فولد - ادی ودر - ورگ ویکرنس - Visitante - Anthony Cedric Vuagniaux - بوچ واکر - Jon Walker - Karl Wallinger - جو والش - راجر واترز - Ben Watt - John Weathers - Tim Weed - Paul Weller - جک وایت - Alan Wilder - هیلی ویلیامز - فارل ویلیامز - John Williamson - برایان ویلسون - دنیس ویلسون - استیون ویلسون - ایمی واینهاوس - Edgar Winter - Steve Winwood - Robert Wyatt - Ron Wood - کریستوفر ولستنهلم - استیوی واندر - ریچارد رایت - Quan Yeomans - اول سیتی - نیل یانگ - Taylor York - تام یورک - Levent Yüksel - علی ظفر - Zeeshan Zaidi - فرانک زاپا - جان زورن |  |